# Sounds by Socolow
Sounds by Socolow è un album discografico a nome della Frank Socolow's Sextet, pubblicato dall'etichetta discografica Bethlehem Records nel febbraio del 1957.

## Tracce
Lato A
1. Miss Finegold – 2:57 (Frank Socolow)
2. But Not for Me – 3:09 (Ira Gershwin, George Gershwin)
3. Swing Low Sweet Socolow – 2:54 (Sal Salvador)
4. How About You – 3:55 (Ralph Freed, Burton Lane)
5. My Heart Stood Still – 3:12 (Richard Rodgers, Lorenz Hart)

Durata totale: 16:07
Lato B
1. Little Joe – 4:14 (Frank Socolow)
2. Farfel – 3:32 (Frank Socolow)
3. I'll Take Romance – 4:10 (Cole Porter)
4. I Love You – 4:16 (Cole Porter)
5. I Cried for You – 4:13 (Gus Arnheim, Abe Lyman, Arthur Freed)

Durata totale: 20:25

## Musicisti
Frank Socolow's Sextet
- Frank Socolow - sassofono tenore, sassofono alto
- Eddie Bert - trombone
- Eddie Costa - pianoforte
- Sal Salvador - chitarra
- Bill Takus - contrabbasso
- Jimmy Campbell - batteria